# Pseudalsophis slevini
Espèce
Synonymes
- Dromicus slevini Van Denburgh, 1912
- Antillophis steindachneri Thomas, 1997

Pseudalsophis slevini  est une espèce de serpents de la famille des Dipsadidae.

## Répartition
Cette espèce est endémique des îles Galápagos. Elle se rencontre sur les îles Fernandina, Isabela et Pinzón.

## Étymologie
Cette espèce est nommée en l'honneur de Joseph Richard Slevin.

## Publication originale
- Van Denburgh, 1912 : Expedition of the California Academy of Sciences to the Galapagos Islands, 1905-1906. IV. The snakes of the Galapagos Islands. Proceedings of the California Academy of Sciences, sér. 4, vol. 1, p. 323-374 (texte intégral).